# Freilichtbühne Ötigheim

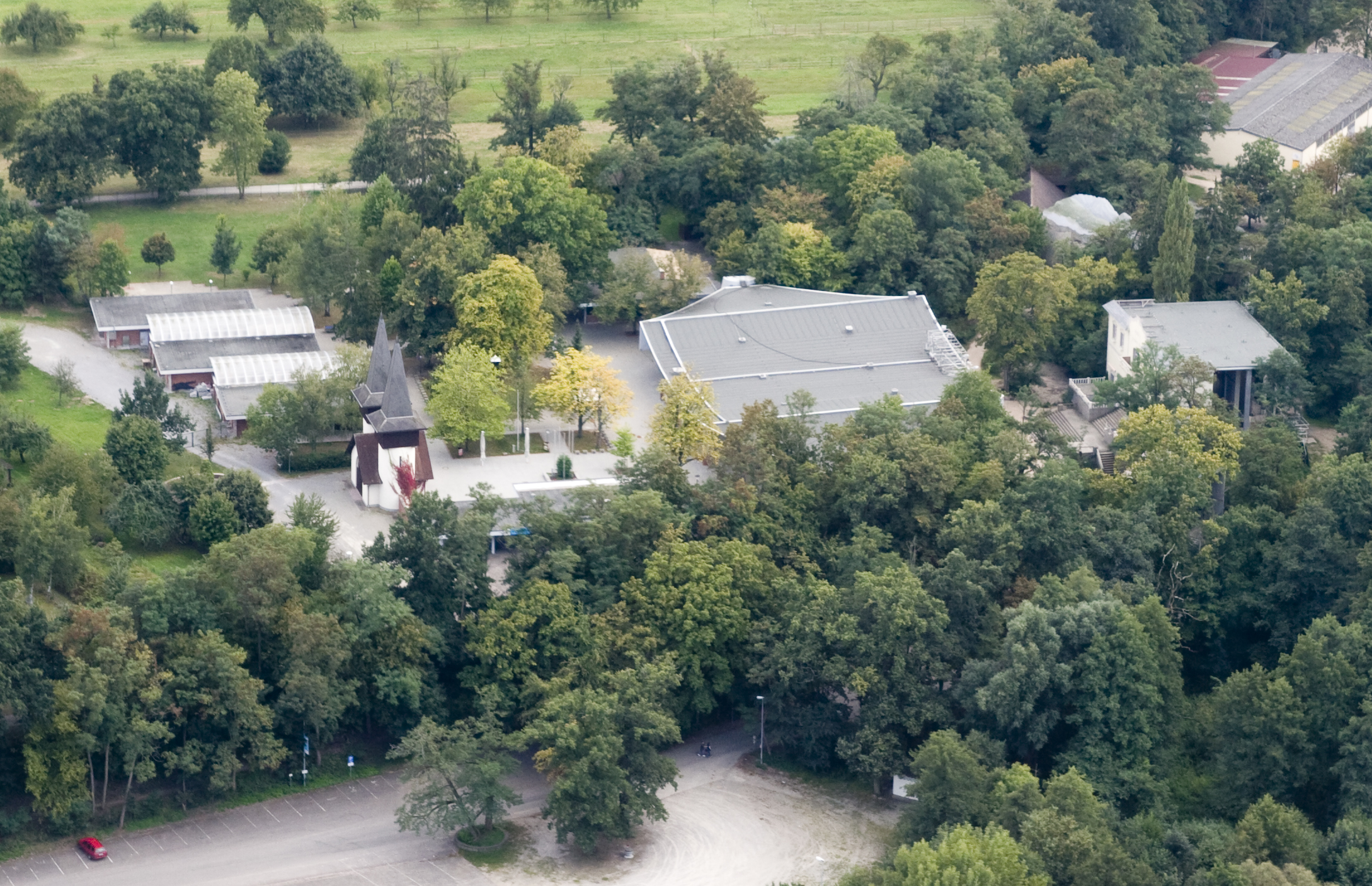
Luftaufnahme des Geländes

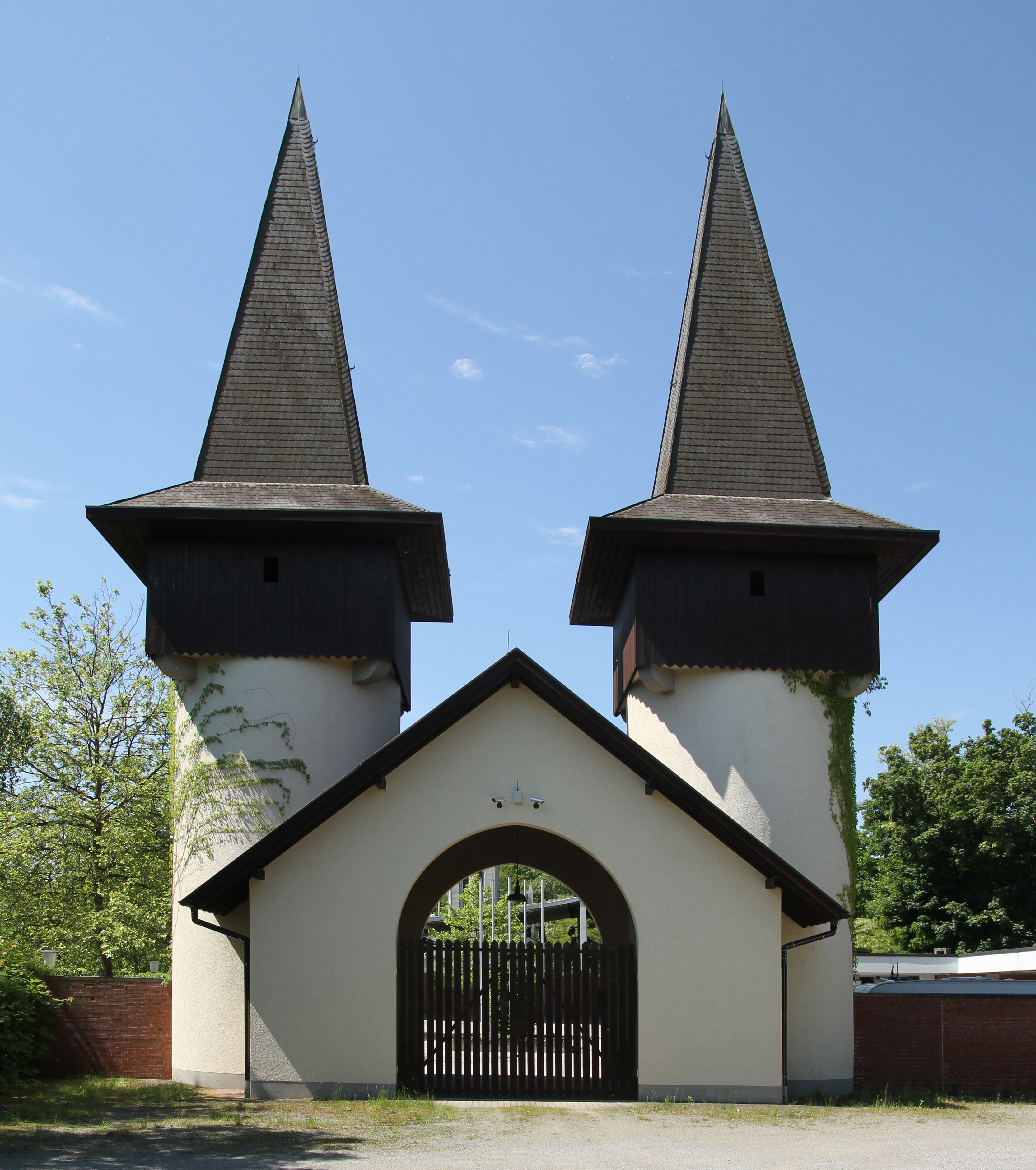
Eingangstürme

Die Freilichtbühne Ötigheim ist eine von dem Verein Volksschauspiele Ötigheim e. V. betriebene Freilichtbühne in dem baden-württembergischen Dorf Ötigheim bei Rastatt. Mit einer Zuschauertribüne für bis zu 4.000 Personen ist die Ötigheimer Bühne unter den von Amateurtheatern bespielten Freilichtbühnen Deutschlands die größte. Die Bühne ist Mitglied im Verband Deutscher Freilichtbühnen.

## Geschichte
Die Freilichtbühne Ötigheim kann auf eine über hundertjährige Geschichte zurückblicken. Bereits im Jahr 1906 fanden die ersten Aufführungen auf der heutigen Anlage statt.

### Gründung
Zur Einrichtung der Bühne kam es durch die Initiative des Ötigheimer Ortsgeistlichen Josef Saier. Dieser hegte die Befürchtung, durch die Zunahme der industriellen Arbeit könnte die Jugend vor Ort dem Leben auf dem Dorf entfremdet werden. Daher suchte Saier nach einer Möglichkeit, den örtlichen Jugendlichen eine sinnvolle Freizeitbeschäftigung zu bieten. Bereits ein Jahr nach seinem Amtsantritt in Ötigheim im Jahre 1905 konnte Saier am 30. September 1906 unter Mitwirkung vieler freiwilliger Helfer aus dem Dorf in einer ehemaligen Kiesgrube die Freilichtbühne Ötigheim in Betrieb nehmen.
Zur Aufführung kam das Stück Die beiden Tilly.

### Erste Jahre
Die beiden Tilly wurde zwar im Jahr 1907 nochmals einige Male aufgeführt, wegen mangelnder Rentabilität kam der Theaterbetrieb in Ötigheim jedoch im selben Jahr wieder zum Erliegen. 1910 jedoch konnte Saier wieder genügend Mitwirkende vor und hinter der Bühne aktivieren, sodass im selben Jahr Friedrich Schillers Wilhelm Tell aufgeführt werden konnte. Die Inszenierung war so erfolgreich, dass dasselbe Stück auch 1911 und 1913 wieder gespielt wurde, 1913 kamen dabei erstmals über 100.000 Zuschauer zu den Aufführungen.

### Kontinuierlicher Spielbetrieb
Von nun an wuchs der Bekanntheitsgrad der Ötigheimer Volksschauspiele von Jahr zu Jahr und in jedem Sommer kamen Stücke zur Aufführung. Ein großer Teil der Einwohnerschaft des Dorfes war direkt oder indirekt an den Spielen beteiligt. Bis 1939 wurde ununterbrochen gespielt, der Zweite Weltkrieg erzwang dann eine Unterbrechung, jedoch wurde der Spielbetrieb bereits 1945, kurz nach Kriegsende wieder aufgenommen.
Das bis heute meistgespielte Drama auf der Ötigheimer Freilichtbühne ist Wilhelm Tell, was der Theateranlage in der Bevölkerung den Beinamen „Tellplatz“ eingebracht hat.
Seit 1950 führen die Volksschauspiele Ötigheim jeweils zu Beginn eines neuen Jahrzehnts ein von Josef Saier eigens für die Bühne verfasstes Passionsspiel auf, dessen Uraufführung 1948 war. Die Volksschauspiele bekennen sich nach wie vor zur von Saier geprägten „künstlerischen und kulturpolitisch-christlichen Linie“. 2020 wurde aufgrund der Folgen der Corona-Pandemie der Spielbetrieb eingestellt. 2021 konnte mit einem Hygienekonzept und deutlich weniger Zuschauern wieder gespielt werden.

## Ausweitung des Programms
Im Spielplan der Volksschauspiele finden sich zahlreiche Werke der Weltliteratur, wie Goethes Götz von Berlichingen, Shakespeares Romeo und Julia oder Hoffmansthals Jedermann, aber auch Musicals, Operetten und Opernklassiker. Ein Kinderstück, das Festliche Konzert und zahlreiche Gastspiele ergänzen den Spielplan.
Schon in den 1930er Jahren waren neben dem Theaterstück auch Tanzabende und vereinzelt parallel veranstaltete zweite Inszenierungen auf der Bühne angeboten worden. Ab etwa 1950 wurde es zur Regel, dass nicht nur eine Inszenierung auf dem Spielplan stand.

### Kindertheater
1991 wurde parallel zu den regulären Stücken ein eigenes Kinderprogramm ins Leben gerufen. Seither werden pro Spielzeit meist drei Inszenierungen parallel durchgeführt.

### Musik
Ab Mitte der 1970er Jahre kamen in Ötigheim zunehmend auch Musicals, Operetten und Opern zur Aufführung. So standen etwa Schwarzwaldmädel (1973–1975), My Fair Lady (1999), Ralph Benatzkys Singspiel Im weißen Rößl (zuletzt 2008), Andrew Lloyd Webbers Musical Jesus Christ Superstar (2003 und 2011), Mozarts Zauberflöte (2002) und Ludwig van Beethovens Fidelio auf dem Spielplan.
Hatte in den früheren Jahren noch ein Liveorchester für die Bühnenmusik gesorgt, kam diese ab 1970 vom Band. Aus den ehemaligen Bühnenmusikern entstand das Kammerorchester Ötigheim, das seit 2007 wieder als Orchester der Volksschauspiele Ötigheim fungiert und als solches die Musiktheatervorstellungen und Konzerte auf der Freilichtbühne musikalisch begleitet.
Seit 1982 gehören die Festlichen Konzerte zum festen Bestandteil des Theatersommers auf der Freilichtbühne. An jeweils zwei Abenden im Juli bieten das Orchester, die Tanzgruppen und Chöre der Volksschauspiele ein abwechslungsreiches Programm, das unter einem jährlich wechselnden Motto steht. Höhepunkt der Konzertabende ist jeweils ein großes Feuerwerk.

### Gastspiele
Auch für Gastspiele hat sich die Ötigheimer Freilichtbühne geöffnet. So fanden hier neben regelmäßigen Musicalnächten auch schon Konzerte von Udo Jürgens, Montserrat Caballé, dem Pop-Duo Marshall & Alexander, Helge Schneider und Helmut Lotti statt. Im Theatersommer 2011 gastiert erstmals Schlagerstar Semino Rossi auf der Freilichtbühne Ötigheim.

### Film
Eine unter der Regie von Ernst Martin aufgezeichnete Version des Passionsspiels 1950 wurde im Februar 1951 als Die Passion von der Ethos-Film in die Kinos gebracht.

## Anlage
Die Bühne in Ötigheim ist mit einer Breite von 200 m bei einer Tiefe von 60 m so groß, dass bereits bis zu 400 Akteure gleichzeitig das Podium bevölkerten. Das Spielgelände wird mit verschiedenen Bühnenbauten den jeweils auf dem Spielplan stehenden Stücken architektonisch angepasst. Wurden seit 1906 Bühnenbauten mit bis zu 18 Metern Höhe gebaut, erreichte der Bühnenbau im Theatersommer 2010 einen Höhepunkt: Für die Aufführungen von Schillers romantischer Tragödie Die Jungfrau von Orléans wurde der Hauptbau in der Bühnenmitte in einen Nachbau der Kathedrale von Reims mit insgesamt 23 Meter hohen Türmen verwandelt.
Der Zuschauerraum bietet 4.000 Besuchern Platz. Die Überdachung des Zuschauerraums wurde bereits im Jahre 1911 begonnen, etliche Ötigheimer Bürger hatten zur Finanzierung eigens Vieh gezüchtet und verkauft. 1960 und 1961 wurde der Zuschauerbereich völlig neu gestaltet. Regelmäßig sehen über 100.000 Menschen pro Spielzeit die Aufführungen in Ötigheim. An einer normalen Aufführung sind auf, hinter und um die Bühne zwischen 400 und 600 Personen beteiligt.

## Spielbetrieb
Neben den bis zu 80 Rolleninhabern, die zum allergrößten Teil Laiendarsteller sind, werden noch viele andere Personen an den Aufführungen beteiligt. So gehört zum Betreiberverein eine eigene Ballettschule mit rund 60 Schülern, ein großer Chor mit rund 140 und ein Jugendchor mit etwa 50 Mitgliedern, ein Ensemble von bis zu 500 Statisten, das Orchester der Bühne, wie auch ein zugehöriges Jugendorchester und Personen, die sich um die Pflege und Dressur von bei den Inszenierungen eingesetzten Tieren kümmern.
Daneben sind noch in der ganzen Vereinsverwaltung viele Ehrenamtliche aktiv, lediglich in den Bereichen Technik, Kostüme, Bühnenbau, Maske und Geschäftsstelle gibt es wenige hauptamtliche Mitarbeiter.
Die Mitwirkenden erhalten eine kleine Aufwandsentschädigung, nur 10 Prozent der Einnahmen der Bühne stammen aus Zuschüssen, die restlichen 90 Prozent müssen an der Kasse eingespielt werden.

## Kleine Bühne

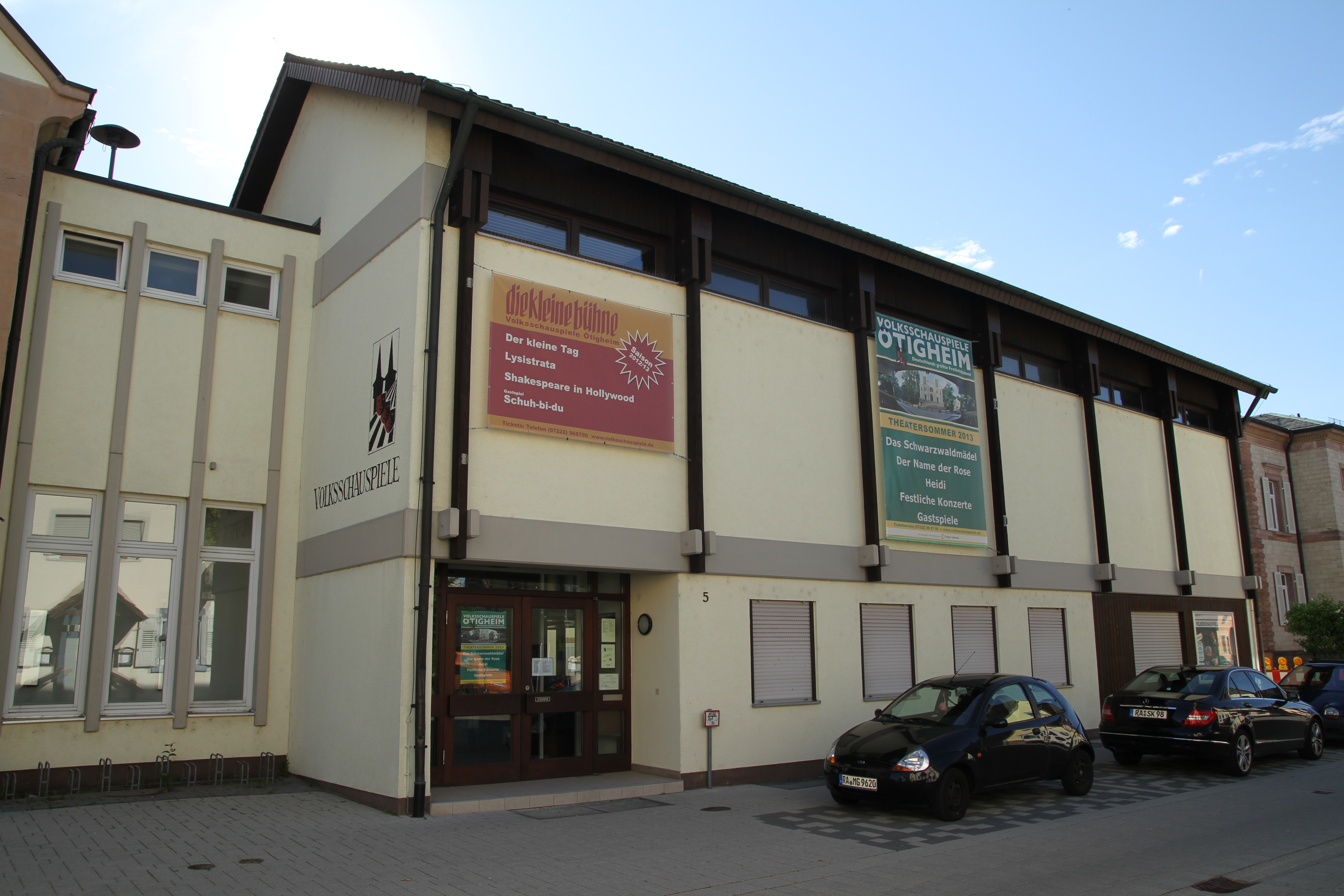
Kleine Bühne

Die Kleine Bühne wurde 1963 von Willi Panter gegründet. Er erarbeitete mit einigen Schülern das Stück Vom Morgen bis zum Abend (als dramatische Fassung der Tolstoi-Novelle Wieviel Erde braucht der Mensch?) und brachte es mit großem Erfolg auf die Bühne. Anfänglich ohne feste Spielstätte fand die Kleine Bühne 1980 im Obergeschoss der Geschäftsstelle der Volksschauspiele Ötigheim eine Plattform für ihre Arbeit und bespielt dort in der Regel in den Wintermonaten ein Zimmertheater mit 85 Sitzplätzen.
Die Kleine Bühne ist Sprungbrett für talentierte und ambitionierte Nachwuchsschauspieler und Regisseure. Das Programm des Zimmertheaters reicht von Komödien wie Brandon Thomas’ Charleys Tante, Curt Goetz’ Das Haus in Montevideo bis hin zu Dramen wie Éric-Emmanuel Schmitts Hotel zu den zwei Welten, Musicals wie beispielsweise Der kleine Horrorladen und Lieder- und Kabarettabenden.

## Amateure und Berufsschauspieler
Waren die Ötigheimer Volksschauspiele bis 1934 ein reines Amateurtheater, so zwangen Vorschriften der Nationalsozialisten die Theatermacher um Josef Saier in diesem Jahr erstmals zum Einsatz von Berufsschauspielern. Bis heute werden vereinzelt professionelle Schauspieler, Sänger und Regisseure für besonders schwierige Rollen und Inszenierungen engagiert. So spielten in Ötigheim unter anderem bereits Toni Berger, Günter Mack, Antje Hagen und Holger Marks und Sepp Strubel.